# Кощеєво (Бєлгородська область)
Кощеєво (рос. Кощеево) — село у Корочанському районі Бєлгородської області Російської Федерації.
Населення становить 894 особи. Входить до складу муніципального утворення Кощеєвське сільське поселення.

## Історія
Населений пункт розташований у східній частині української суцільної етнічної території — східній Слобожанщині.
Згідно із законом від 20 грудня 2004 року № 159 від 20 грудня 2004 року органом місцевого самоврядування є Кощеєвське сільське поселення.

## Населення
| 2002 | 2010 |
| ---- | ---- |
| 819  | ↗894 |